# Okres noachijski

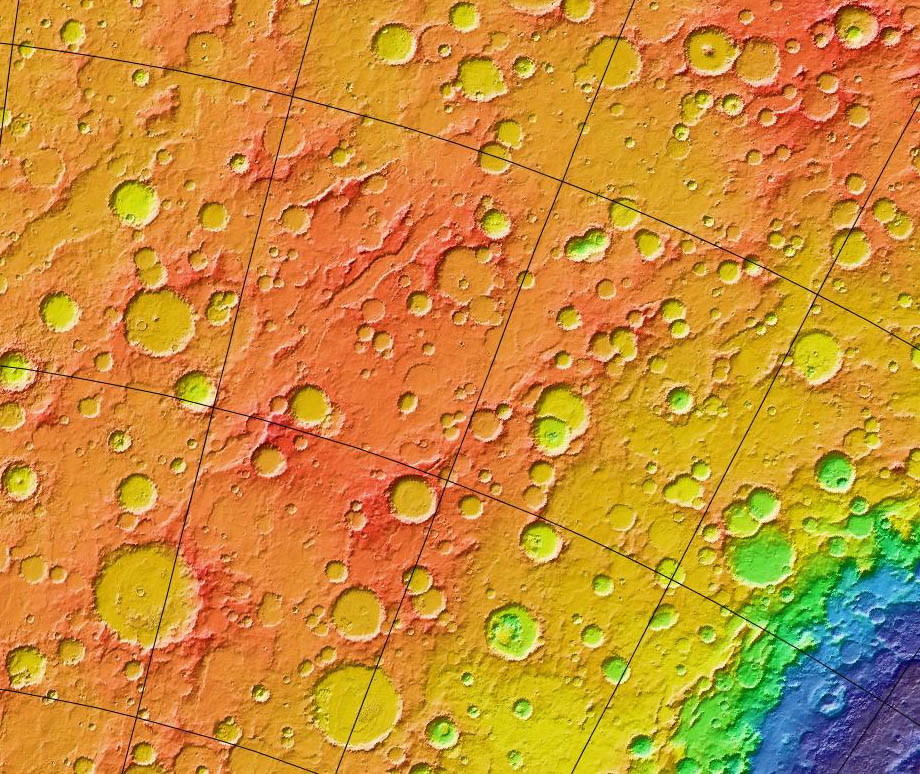
Noachis Terra, obszar powstały w okresie noachijskim, zryty kraterami podobnie jak księżycowe wyżyny. Ilustracja przedstawia topografię terenu, została wykonana przez sondę Mars Global Surveyor.

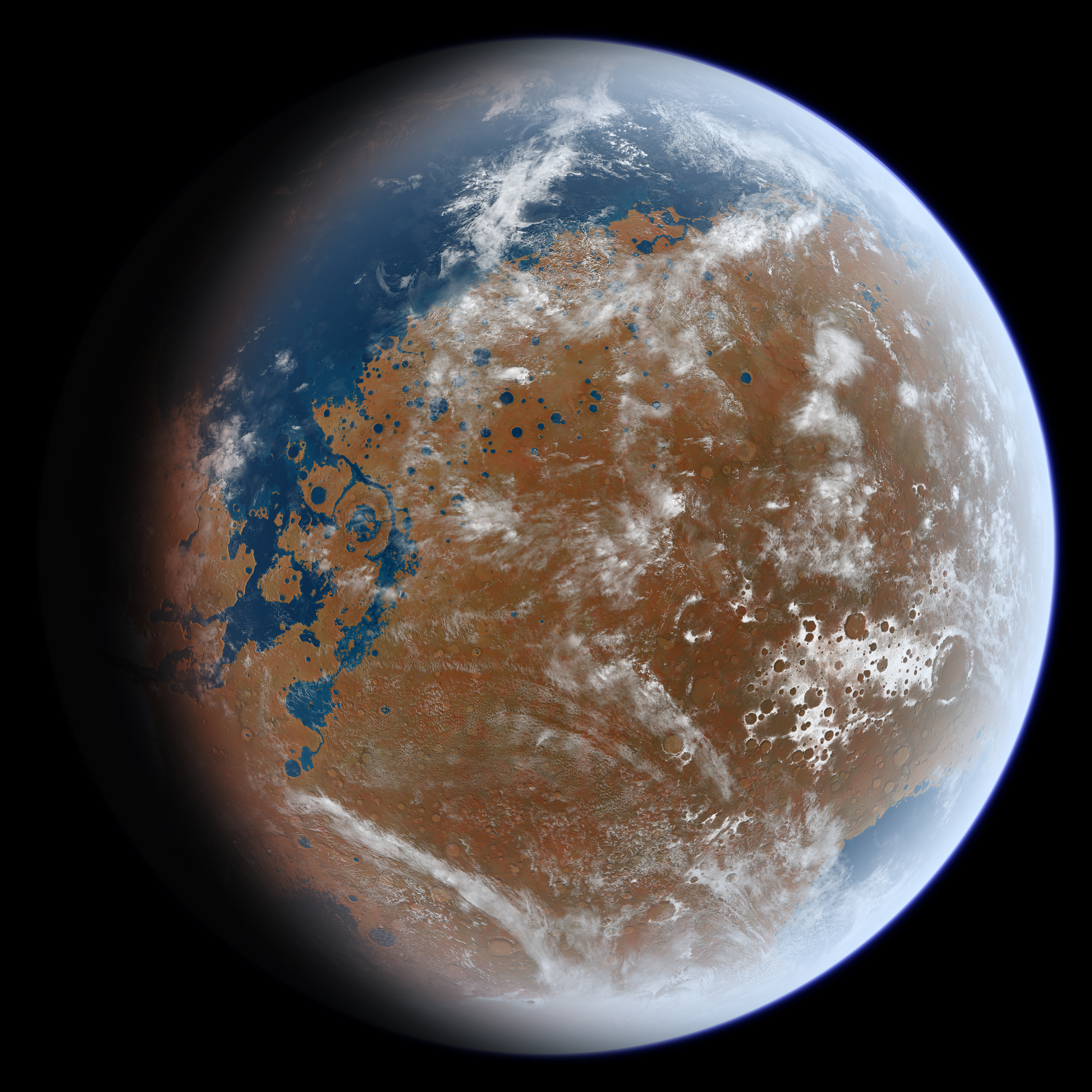
Wyobrażenie Marsa w okresie, gdy istniał na nim ocean

Okres noachijski – okres w historii geologicznej Marsa, z którego pochodzą najstarsze formacje zachowane na powierzchni planety. Rozpoczął się z powstaniem basenu uderzeniowego Hellas i trwał w czasie Wielkiego Bombardowania, które nawiedziło planety wewnętrzne Układu Słonecznego. Powstanie basenu Hellas miało miejsce pomiędzy 4,1 a 3,8 miliarda lat temu, okres noachijski zakończył się ok. 3,7 miliarda lat temu.
W historii geologicznej Ziemi okres ten odpowiada końcowi hadeiku i początkowej erze archaiku.

## Charakterystyka okresu
W tym okresie tempo powstawania kraterów uderzeniowych na Marsie było wysokie, także tempo erozji było duże (choć wciąż małe w porównaniu z Ziemią) i tworzyły się doliny rzeczne. Jednym z najistotniejszych wydarzeń geologicznych tego okresu było powstanie większej części wyżyny wulkanicznej Tharsis, które mogło spowodować zmianę osi obrotu planety. Klimat Marsa w okresie noachijskim przynajmniej okresowo (być może w związku z wulkanizmem i upadkami ciał niebieskich) stawał się ciepły i wilgotny, o czym świadczą m.in. doliny rzeczne i ślady obecności jezior, a także duże ilości krzemianów warstwowych. Północne równiny Marsa przez dziesiątki, a możliwe że setki milionów lat mógł pokrywać głęboki ocean. Ocean ten znikł z powierzchni planety przed nastaniem okresu hesperyjskiego.
Nazwa okresu noachijskiego pochodzi od Noachis Terra, który jest obszarem typowym dla tego okresu.